# Niederhorbach (Neunkirchen-Seelscheid)
Niederhorbach ist ein Ortsteil der Gemeinde Neunkirchen-Seelscheid im Rhein-Sieg-Kreis in Nordrhein-Westfalen.

## Lage
Niederhorbach liegt am Horbacher Bach im Bergischen Land. Nachbarorte sind Oberhorbach im Norden und Ohmerath im Südwesten. Der Ort ist über die Bundesstraße 478 erreichbar.

## Geschichte
Das Dorf gehörte bis 1969 zur Gemeinde Neunkirchen.
1830 hatte Nieder-Horbach 81 Einwohner. 1845 hatte das Dorf 86 katholische Einwohner in 18 Häusern. 1888 gab es 66 Bewohner in 21 Häusern.
1901 hatte das Dorf 64 Einwohner. Verzeichnet sind die Familien Ackerer Johann Brücher, Näherin Catharina Herchenbach, Ackerer Johann Arnold Kremer, Ackerer Johann Pütz, zwei Ackerer namens Peter Pütz und Ackerer Peter Josef Schmitt.